# Comtat de Surrey (Jamaica)
El Comtat de Surrey (en anglès: County of Surrey) és el més oriental dels tres comtats històrics en què es divideix Jamaica. Actualment, no té significació administrativa, ja que l'organització territorial de Jamaica es basa avui en dia en les parròquies. El comtat es divideix en quatre parròquies, i hi ha Kingston, la capital i principal ciutat de l'illa.

## Història
Els tres comtats de Jamaica foren establerts el 1758 per facilitar l'establiment dels tribunals dins el sistema d'administració territorial de justícia britànic del moment.
 Surrey fou anomenat així degut al comtat d'Anglaterra en què hi ha Kingston upon Thames. Kingston era la capital del comtat.

## Parròquies
| Comtat de Surrey |                              |          |                    |               |
| Al mapa          | Parròquia                    | Àrea km² | Població Cens 2001 | Capital       |
| 11               | Parròquia de Kingston(1) (2) | 21.8     | 96,052             | Kingston      |
| 12               | Portland                     | 814.0    | 80,205             | Port Antonio  |
| 13               | Saint Andrew(1)              | 430.7    | 555,828            | Half Way Tree |
| 14               | Saint Thomas                 | 742.8    | 91,604             | Morant Bay    |
|                  | Comtat de Surrey             | 2,009.3  | 823,689            |               |
|                  | Total de Jamaica             | 10,990.5 | 2,607,631          | Kingston      |

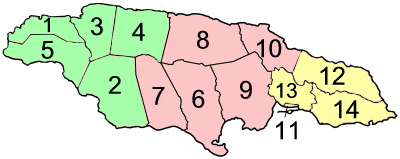
Divisió territorial de Jamaica. El comtat de Surrey és en color groc.

(1) Les parròquies de Kingston i de Saint Andrew Parish formen juntes la Kingston and St Andrew Corporation.

(2) La parròquia de Kingston no comprèn tot Kingston.